# 橡树，十万火急
《橡树，十万火急》是一部1974年的罗马尼亚电影，由迪努·科恰执导，霍里亚·洛文内斯库和米哈伊·奥普里什编剧。主要角色由康斯坦丁·迪普兰、伊琳娜·佩特雷斯库 、伊恩·卡拉米特鲁、阿姆扎·佩利亚、瓦西莱·科斯玛、杰奥·巴尔顿和米哈伊·珀勒德斯库饰演。
影片讲述了1944年8月23日，罗马尼亚军队起义，和共产党一起密谋推翻安东内斯库政权的故事。这部电影于1974年8月上映，也就是历史事件发生30周年的时候。

## 情节
1944年6月，当德国国防军节节败退，几名罗马尼亚军官与共产党领导人会面，密谋推翻安东内斯库政权。这位共产党领导人告知，国防军最高司令部密令一旦战败，德国军队将对罗马尼亚进行全面军事占领。这项计划文件名为“玛格丽特二世”，藏在德国大使巴伦·冯·凯尔在布加勒斯特的住所。德军总参谋部将军的儿子维尔纳·冯·里希特少校看管着计划文件。他从法兰克福坦克学校毕业后，被派往非洲，1943年初在那里受了重伤。康复后转入德国陆军情报局，之后成为冯·凯尔男爵的顾问来到布加勒斯特。密谋的罗马尼亚军官派第2坦克团上尉乌德里亚盗取文件，他是维尔纳过去的同学和好友。乌德里亚的战友、共产党人托马是他妹妹科妮莉亚的情人，乌德里亚并不赞成他们结合。与此同时，维尔纳一再警告冯·凯尔留心敌人，但男爵毫不在意。男爵被爱乐乐团的小提琴家柯里娜迷住了，每周都要看她的音乐会。冯·凯尔搬到了斯纳戈夫，乌德里亚从共产党人那里获得他在斯纳戈夫别墅的地址。他起草了一份报告，指责德国人生产坦克的工厂供应劣质钢材质量很差。这样，他与老友维尔纳重逢了。男爵将柯里娜约至别墅中，乌德里亚抢先到达，并偷偷制作了维尔纳保险箱钥匙的模具。
维尔纳怀疑并质问了柯里娜。乌德里亚打开保险箱但找不到文件。当晚，乌克兰南部集团军指挥官要求冯·凯尔将文件紧急寄给他。然而，乌德里亚和托马半道上制造了联络官的车祸，终于拍摄到了计划副本。维尔纳的父亲因密谋反对希特勒而被捕。维尔纳从盖世太保那里得知柯里娜的父母是被关进集中营的帝国敌人，便下令拷打她。在此期间，安东内斯库倒台。罗马尼亚高级军官接到了“橡树——十万火急”行动密令，调转枪口对准德国人。男爵得知大势已去，畏罪自杀。维尔纳放柯里娜逃走，但她仍被卫兵射杀。德军轰炸了布加勒斯特，与罗马尼亚方面激战。维尔纳亲自担任坦克兵作战，最后他的坦克被乌德里亚单枪匹马用手榴弹炸毁。布加勒斯特终获解放。

## 制作
诺塔拉剧院导演霍里亚·洛文内斯库写了一部关于1944年8月23日罗马尼亚反德起义的剧本。 1973年，罗马尼亚电影五厂获得了稿件，由霍里亚·洛文内斯库和米哈伊·奥普里什改进了原稿，形成了电影剧本。
影片于1973年10月8日开始准备。1974年3月1日于布加勒斯特电影制作中心的片场正式开拍，1974年6 月17日完成。影片得到了国防部的赞助。
这部电影的音乐是在电影五厂导演杜米特鲁·费尔诺阿加的建议下，由刚出道的科尔内里亚·特乌图创作的。导演迪努只给了她一周的时间来创作配乐。结果作曲家每天早上4点钟起床开始创作，只根据剧本，没有看到电影中的任何片段。最终乐谱按时交稿。
该片于1974年7月17日至31日为社会主义文化和教育委员会（CCES主席为杜米特鲁·波佩斯库）领导放映，1974年7月1日获得标准拷贝批准。标准版于1974年8月16日完成。制作成本共计4075000列伊。

## 反响
这部电影于1974年8月19日在布加勒斯特和其他几个城市上映。从首映到2007年12月31日，罗马尼亚电影院有3612114名观众观看了该片。影评人图多尔·卡兰菲尔给该片打了两颗星（满分五星），并说：“这是罗马尼亚人再现1944年8月23日事件的努力，具有良好的导演手段。”记者克里斯蒂安·图多尔·波佩斯库认为本片是共产时代的政治和宣传电影，却能在不提及苏联的情况下反映第二次世界大战时期的罗马尼亚。